# Jakub Železný
Jakub Železný (* 1. července 1973 Praha) je český novinář, rozhlasový a televizní moderátor. V České televizi moderoval zpravodajské pořady Události (2012 až 2023) a Události, komentáře (2007 až 2012 a opět 2018 až 2023). Je synem politika a mediálního podnikatele Vladimíra Železného a nakladatelky a publicistky Marty Davouze.

## Vzdělání a profesní život
Absolvoval pražskou jazykovou základní školu v Ostrovní ulici, poté Gymnázium Na Zatlance. Vysokoškolské vzdělání získal na katedře žurnalistiky Filozofické fakulty Univerzity Palackého v Olomouci (2006) a na Fakultě sociálních věd Univerzity Karlovy v Praze, kde absolvoval magisterský obor mediální studia a studium završil v roce 2011 magisterským titulem. Poté pokračoval v doktorském studiu na katedře historie Filozofické fakulty Univerzity Palackého v Olomouci. Na Fakultě sociálních věd Univerzity Karlovy vyučuje předmět Televizní zpravodajství veřejné služby.
Od roku 1993 pracoval v Českém rozhlasu. Začínal na rozhlasové stanici Český rozhlas 3 Vltava, odkud v roce 1994 přešel na stanici Český rozhlas 1 Radiožurnál, kde pracoval jako moderátor zpravodajství. V rozhlase působil do roku 2012. V televizním prostředí se pohybuje od roku 1997, nejprve pracoval pro komerční televize.
Od roku 1999 vystupuje v České televizi, pro kterou od roku 2002 připravoval diskusní pořad Špona. V České televizi také uváděl pořad Dobré ráno s Českou televizí a v letech 2007 až 2012 publicistický pořad Události, komentáře; k jejich moderování se vrátil v červenci 2018. Od dubna 2012 uváděl pořad Události, hlavní zpravodajskou relaci České televize.
Je spoluautorem několika publikací z oblasti architektury a designu, v roce 2022 vydal také knihu povídek a satirickou novelu.
V září 2023 oznámil, že chce pořad Události, komentáře moderovat jen do konce roku 2023. Dál se ale hodlal podílet na moderaci zpravodajské relace Události a dalších projektech zpravodajského kanálu ČT24. V prosinci 2023 se pak ale rozhodl ukončit i moderování Událostí, nahradil jej Josef Kvasnička. V případě Událostí, komentářů jej nahradila Tereza Řezníčková. Od poloviny února 2025 se stal na ČT jedním z moderátorů pořadu Historie.cs. V roce 2025 oznámil kandidaturu na funkci generálního ředitele České televize.

## Osobní a rodinný život
Měl staršího bratra Davida, který byl galeristou a v roce 2023 podlehl rakovině žaludku.
V první polovině roku 2018 prožil osobní krizi, kterou poté popsal jako zhroucení. Přispěly k tomu problémy s partnerkou, finanční potíže poté, co se málem stal obětí podvodu při koupi bytu, měl problémy s pitím alkoholu a zemřela mu matka. Na měsíc úplně zmizel z televizních obrazovek.

## Vztah k vymáhání kázně v silničním provozu

### Nehody a názory na silniční provoz
V roce 2005 v magazínu Auto webu iDnes.cz přiznal, že má za sebou několik menších dopravních nehod a jednu velkou. Uvedl, že ve svých 18 letech pod vlivem „nějakého toho piva“ v zatáčce v rychlosti 140 km/h převrátil auto rodičů na střechu, za což dostal velkou pokutu a rok a půl zákazu řízení. Uvedl, že čím je starší, tím jezdí obezřetněji a snad bezpečněji.
V témž rozhovoru uvedl, že špatné řidiče dělí na zdržovače a piráty. Postěžoval si na řidiče, kteří se drží v levém pruhu, špatně používají směrová světla, neumějí zipovat.

### Kritika hromadných dopravně preventivních akcí
Dne 13. června 2005 zveřejnila MF Dnes Železného komentář, v němž zpochybňoval monstrózní a teatrální hromadné dopravně-policejní akce typu Kryštof či Jestřáb, a upřednostnil průběžnou policejní práci. Mluvčí policejního prezídia Blanka Kosinová na to reagovala textem zveřejněným téhož dne, v němž uvedla, že v policejních kruzích je znám jako člověk, který při řešení dopravních přestupků nemá daleko k aroganci a nevybíravým způsobům, a naznačila, že mezi jeho přestupky patří překračování povolené rychlosti v obci. Uvedla příklady, kdy nadával policistům do grázlů či nazval policistu řvoucí bestií v uniformě. Železný se ještě téhož dne v dalším článku ohradil, že ho vyděsilo, když policejní mluvčí o novináři šíří informace, které nejsou veřejné. Své výroky označil za nadsázku, ironii a sarkasmus a uvedl, že jeho cílem nebylo v žádném případě dotknout se policie. Později uvedl, že si pouze dvakrát stěžoval na agresivitu policistů, a sdělení mluvčí Kosinové označil za nepravdy a nesmysly a za pomstu za jeho stížnosti.

### Incident na Václavském náměstí
Dne 16. března 2023 pražská městská policie publikovala na svém facebookovém profilu přibližně sedmiminutové anonymizované video z neurčeného data, zachycující vybrané části (podle policie čtyřicetiminutového) konfliktu neupřesněného řidiče se dvěma jejími příslušníky. Spor vypukl v Praze na Václavském náměstí, poté, co muž zastavil vozidlo na šikmých rovnoběžných čarách a poté popojel zčásti na přechod pro chodce. Odmítal se strážníky spolupracovat, kromě jiného se korektně podepsat pod zápis o přestupku. Stěžoval si na aroganci strážníků před zapnutím záznamové kamery na těle jednoho z nich a v této souvislosti zavolal na místo nadřízeného zasahující dvojice. Odmítl test na drogy, v důsledku čehož byla přivolána také státní policie. Část veřejnosti v řidiči rozpoznala Jakuba Železného, k čemuž se on 20. března 2023 v odpovědi na dotaz redaktora Blesku nevyjádřil a teprve následujícího dne prostřednictvím příspěvku na sociální síti Twitter potvrdil. Své chování vysvětlil tím, že se právě dozvěděl o vážné nemoci blízké osoby. Později bylo upřesněno, že se incident měl stát koncem roku 2022, tedy několik měsíců před smrtí Jakubova staršího bratra Davida. Dne 23. března 2023 kritizoval zveřejnění videa ze strany městské policie primátor Prahy Bohuslav Svoboda.